# 肩斑玻璃魚
肩斑玻璃魚為輻鰭魚綱鱸形目鱸亞目雙邊魚科的其中一個種，分布於亞洲巴基斯坦、印度、尼泊爾、孟加拉及緬甸的淡水流域，體長可達11公分，生活在水質清澈，流動或靜止的溪流、池塘、溝渠等，屬肉食性，以昆蟲及小魚為食，被用來控制瘧蚊幼蟲的數量，可做為觀賞魚。